# Balista (arma)
|  | No s'ha de confondre amb Ballesta o Ballesta (suspensió). |

La balista és una antiga arma de setge desenvolupada al voltant del 400 aC pel governant de Siracusa Dionís el Vell a partir de l'oxybolos i el gastrafetes, d'aspecte i mecanisme similars als d'una ballesta, però molt més grossa. La paraula prové del llatí clàssic ballista, un manlleu del grec βαλλίστα, derivat del verb βάλλω ballō, llançar.

Balista

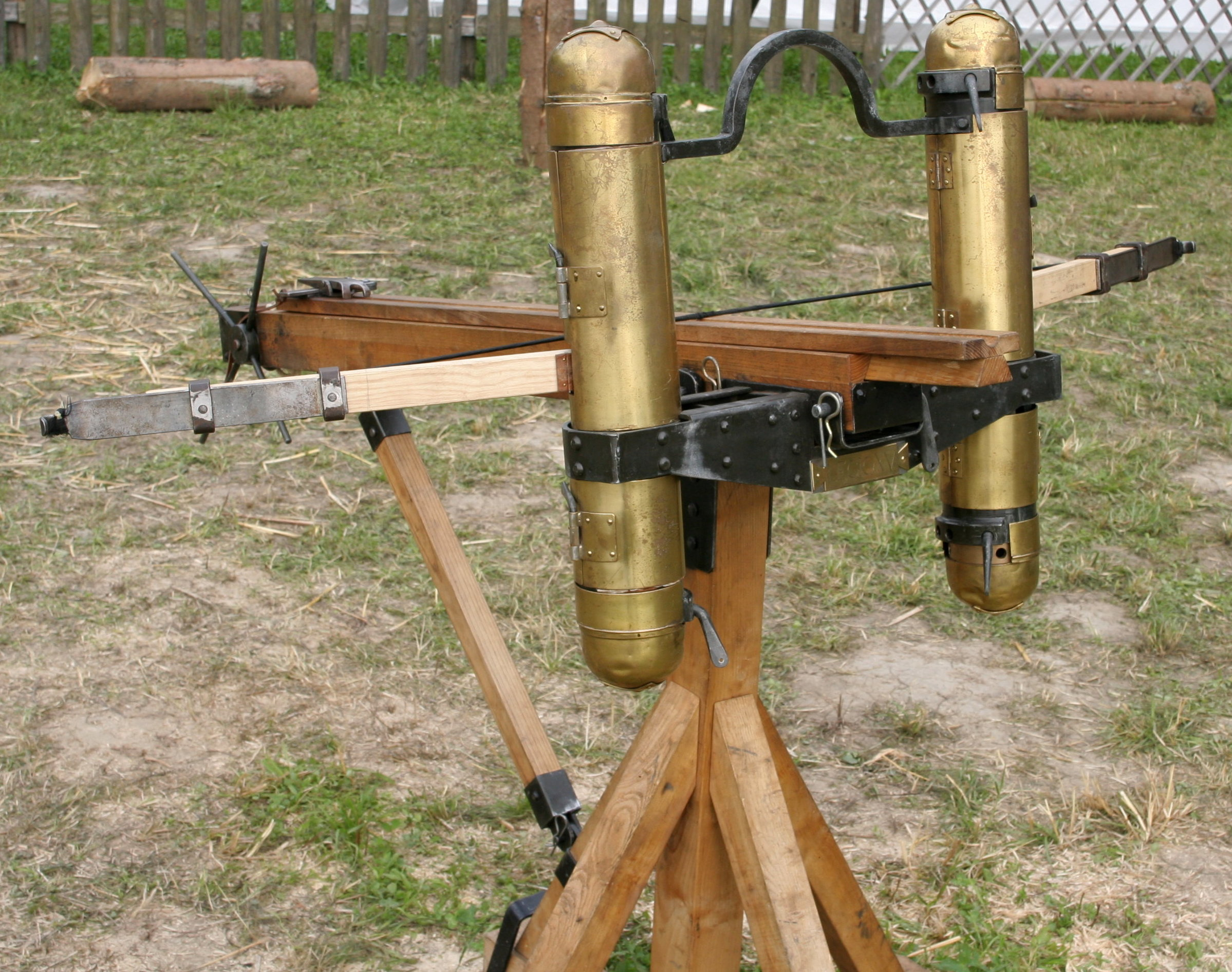
Reconstrucció moderna d'un escorpí

## Descripció

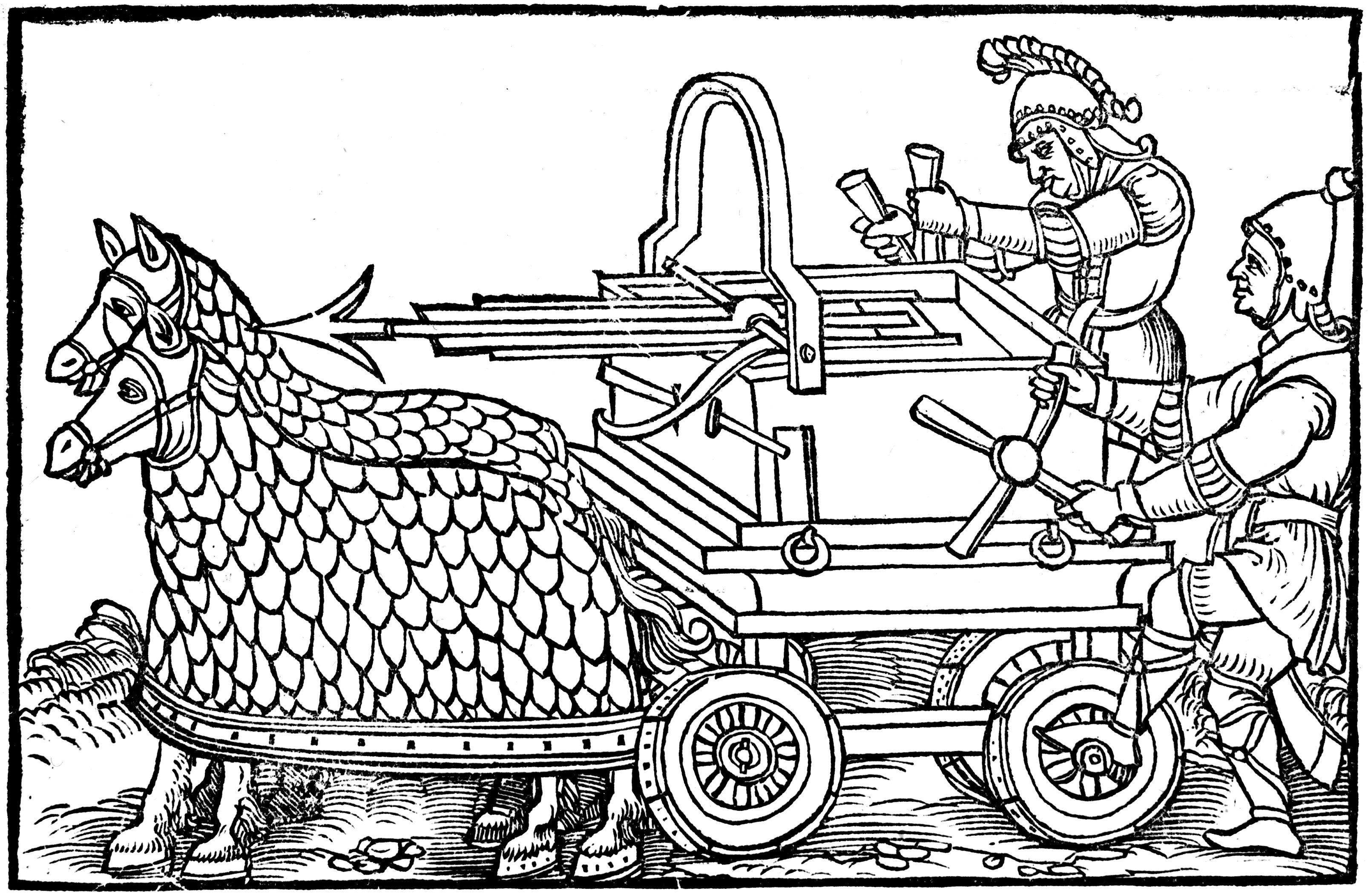
Balista muntada damunt un carro

Disparava boles de pedra, tretes o dards per separat o en petits grups, segons la mida i estructura del model. Generalment anava muntat, en posició inclinada, sobre una mena d'afust fix o sobre una plataforma mòbil, i en el seu maneig intervenien onze especialistes (anomenats balistaris per a posar els projectils, tensar la màquina per un mecanisme de torsió i alliberar finalment el projectil. Si la maniobra es feia correctament i segons els format, tenia un abast de cent a cinc-cents metres. L'historiador clàssic Polibi parla d'un escorpí, una balista més portable, utilitzada durant la Segona Guerra Púnica. Dionís també va desenvolupar el polybolos (= que llança molt), una balista a repetició que podia disparar un projectil rere l'altre, sense recarregar. La balista va inspirar posteriorment la ballesta manual de l'edat mitjana.
Com a arma ofensiva, el model estàtic muntat damunt un afust fix s'emprava principalment als setges, puix que un cop muntada era difícil d'apuntar objectius mòbils. Igualment s'utilitzava com a arma defensiva, així amb el progrés de la tecnologia militar, es van - per exemple - adaptar les torres de la muralla de Tarragona per a poder instal·lar-hi balistes i escorpins.
El model original grecoromà disparava grans pedres esfèriques en lloc de dards, que van començar a adoptar més tard.
En general, la balista era feta de fusta, encara amb parts fetes o revestides de metall, i feia servir cordes o tendons d'animals com tensors. Al segle xv, l'arribada del canó i la pólvora a l'escenari europeu va fer que la balista i moltes altres armes de setge, com les catapultes van perdre llur utilitat.

## Història

### Origen
El terme s'usa de manera confusa: al principi s'entén com a catapulta a l'arma llançadora de fletxes o llances (també anomenada oxybolos i dorybolos), i ballista a l'enginy llançapedres (també anomenat lithobolos i petrobolos), més potent que l'anterior. En algun moment del segle iv, aquestes definicions s'inverteixen i ballista passa a definir a la màquina llançadora de fletxes o llances menys potent.
El terme catapulta és el més antigament utilitzat per designar les primeres armes pesades. Prové del grec καταπέλτης katapéltēs, un mot compost de katá (cap avall) i pelte (escut lleuger). Per tant, el terme designa una màquina capaç de trencar escuts en la trajectòria descendent dels seus míssils. Posteriorment, aquesta paraula designarà només una categoría especial d'aquestes armes. L'any 399 aC el tirà de Siracusa, Dionisi el Vell, ordena preparar per defensar la ciutat del setge de Cartago noves armes mecàniques de les quals es té notícia per primera vegada. Entre aquestes hi ha el gastrafetes, ancestre de la ballesta o l'oxibeles. És una mena de gran ballesta posada damunt un trípode, que llançava grosses sagetes (de 600 a 800 grams), que podien travessar una fila d'homes.

### Antiga Grècia
Les primeres balistes a l'Antiga Grècia es van desenvolupar a partir de dues armes anomenades oxibels i gastrafetes. El gastraphetes ('arc de melic') era una ballesta de mà. Tenia una punta composta i s'estenia subjectant l'extrem frontal de l'arma contra el terra mentre es posava l'extrem d'un mecanisme lliscant contra l'estómac. Després, l'operador caminaria endavant per armar l'arma mentre un trinquet evitava que disparés durant la càrrega. Això va produir una arma que, segons les fonts, podria ser operada per una persona de força mitjana, però que tenia una potència que permetia fer-la servir amb succés contra tropes blindades. L'oxibels era una construcció més grossa i pesada que feia servir un cabrestant i era muntat damunt un trípode. Tenia una cadència de foc més baixa i es feia servir com a màquina de setge.
Amb la invenció de la tecnologia de feix de ressort de torsió, es van construir les primeres ballestes. L'avantatge d'aquest sistema nou era el curt temps de relaxació. Per tant, va ser possible disparar projectils més lleugers amb freqüencia més alta i a una distància més llarga. Per contra, el temps de relaxació comparativament lent d'una ballesta màquina de tensió com l'oxibeles significava que es podia transferir molta menys energia als projectils lleugers, cosa que en limitava l'abast efectiu.
Segons la tradició, la ballesta seria desenvolupat per Dionisi el Vell, al voltant de 400 aC.
La balista grega era una arma de setge. Tots els components que no eren de fusta es van transportar al tren d'equipatges. S'acoblaria amb fusta local, si fos necessari. Alguns es van instal·lar dins de torres de setge grans, blindades i mòbils o fins i tot a la vora d'un camp de batalla. Malgrat tots els avantatges tàctics oferts, va ser només sota Felip II de Macedònia, i més encara sota el seu fill Alexandre, que la balista va començar a desenvolupar-se i guanyar reconeixement com una màquina de setge i artilleria de camp. Els relats històrics, per exemple, citen que Filip II va integrar un grup d'enginyers dins del seu exèrcit per dissenyar i construir catapultes per a les seves campanyes militars. Filip II amb el seu equip d'enginyers haurien inventat la balista després de millorar el dispositiu de Dionisi, que no era més que una fona de grans dimensions. Alexandre ho va perfeccionar encara més, el mateix equip d'enginyers del qual va introduir innovacions com la idea de fer servir ressorts fets de bobines de corda estretes en lloc d'un arc per a obtenir més energia i potència per a llançar projectils. Polibi descriu l'ús de ballestes més petites i portàtils, anomenades escorpins, durant la Segona Guerra Púnica.
Les balistes es podrien modificar fàcilment per disparar projectils esfèrics i d'eix, cosa que permet que els  operadors s'adaptin fàcilment a les situacions al camp de batalla en temps real.
A mesura que el paper de l'artilleria al camp de batalla es va tornar més sofisticat, es va integrar una articulació universal (que es va inventar només per a aquesta funció) en el suport de la balista, cosa que va permetre als operadors alterar la trajectòria i la direcció de tret de la balista segons calgui sense un llarg desmuntatge de la màquina.

### Imperi romà
Era una arma de guerra fonamental durant l'imperi romà, al costat de la catapulta o l'onagre. Cada legió, depenent del moment històric, tenia balistes a les unitats nomenats ballistarii. També hi havia carroballistae o carroballista: unitats compostes per un carro tirat per cavalls amb una ballista muntada. Va ser de gran importància fins que a l'època tardana va ser desplaçada per l'ús de l'onagre. Tot i que les fonts llatines parlen de balistes enormes. No és cert si era part de la propaganda, però sí que és cert que almenys van arribar a mesurar vuit metres d'alçada.
Va ser utilitzat just abans de l'inici de l'imperi per Juli Cèsar durant la conquesta de la Gàl·lia i les invasions de Gran Bretanya. Els dos intents d'invasió de Gran Bretanya i a la Batalla d'Alèsia, es va registrar l'ús de la balista al seu diari De bello Gallico. També es té constància que es van emprar a les batalles de Bedriacum, al setge de Rodes o durant el setge de Jerusalem.
L'enginyer romà Marc Vitruvi va registrar a la seva obra De architectura l'ús de màquines de guerra com la balista i la seva experiència en l'exèrcit romà, així com l'adaptació de les versions gregues. Al seu llibre desè sobre màquines, dedica el capítol xvi a la construcció de les balistes, el xvii a les proporcions de les ballestes i el capítol xviii a la manera d'armar al tret les catapultes i ballestes. Pel que fa a ballistes, la seva principal aportació és la incorporació d'una nova mordassa que reïx a augmentar la mida del nervi del ressort, i augmentar-ne la potència.
| « | Explico la construcció, parts i proporcions de les catapultes. Les de les ballestes són diverses i diferents, encara que totes per a un efecte mateix: perquè unes operen amb palanques i eixos, altres amb polipastos, altres amb òrgans, i algunes també amb timpans: però cap ballesta es construeix sinó amb la deguda proporció a la pedra que ha de llançar: per la qual cosa construir-ne no és donat a tothom, sinó només per als pràctics en aritmètica, si més no en el numerar i multiplicar. Perquè es fan als capitells els forats per on passen les maromes de cabell principalment donail, o de nervi, les quals es proporcionen en resistència a la gravetat de la pedra que hagués de llençar la ballesta; com a les catapultes es pren de la longitud del dard. Però perquè fins i tot aquells que ni sabessin Geometria ni Aritmètica puguin construir-les, i en temps d'hostilitat no estiguin embarassats en calculacions, posaré el que tinc experimentat jo mateix a la pràctica, i el que en part em van ensenyar els meus mestres; reduint les notes dels pesos Grecs als nostres. | » |
| — Marc Vitruvi, De architectura. Llibre I. Capítol XVI: De la construcció de les ballestes. Pàgina 256. | |   |

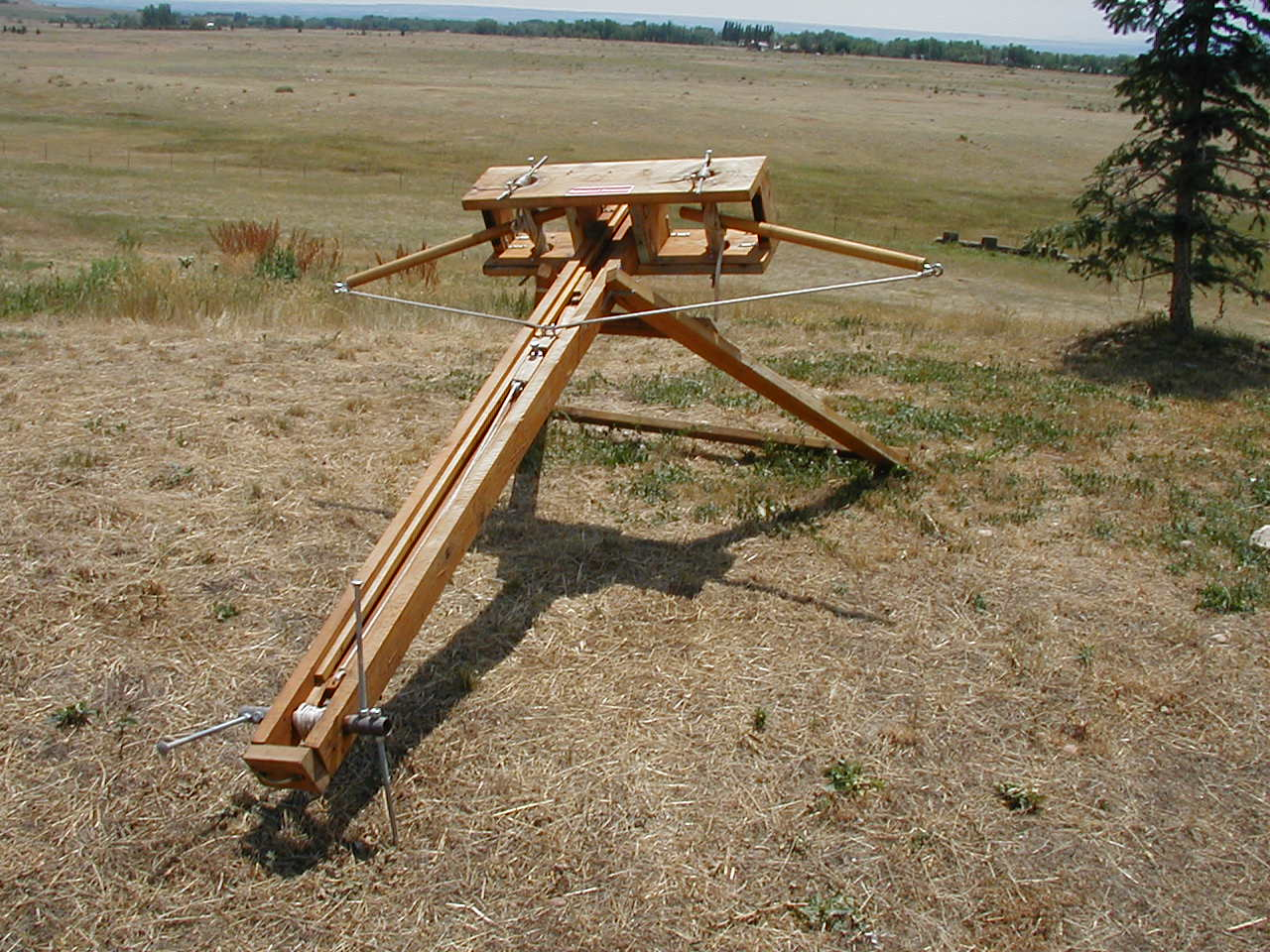
Rèplica d'una balista de l'imperi romà.

Les primeres ballestes romanes eren de fusta i es mantenien juntes amb plaques de ferro al voltant dels marcs i claus de ferro al suport. El suport principal tenia un control lliscant a la part superior, on es carregaven la pedra en forma de bolyons o altres projectils. Al costat d'això, a la part posterior, hi havia un parell de torns i una arpa, utilitzada per a recuperar la corda de l'arc a la posició inicial per armar el tret. Un control lliscant passava a través dels marcs de camp de l'arma, on hi havia els ressorts de torsió (generalment fets de tendó animal), que es recargolaven al voltant dels braços de l'arc, que al seu torn eren units a la corda del arc. D'aquesta manera, quan es tirava la corda de l'arc enrere amb els torns dels ressorts ja tensos, s'emmagatzemava l'energia necessària per disparar projectils. L'escriptor romà Lucili les va descriure com a armes que podien llançar pedres que anaven des d'un quilo fins a 30 quilos generalment, encara que s'han trobat projectils de més de 70 quilograms. Fer servir pedres més petites implicaria més rapidesa en l'ofensiva.
La balista era una arma molt acurada, però el disseny comprometia l'abast per la precisió. Les catapultes sacrificaven aquesta precisió per l'abast i el pes del projectil fins a més de cent quilograms.

### Una arma també psicològica
El seu valor —com la resta d'armes de setge— no només era per la capacitat de destrucció personal o material, sinó pel dany moral o psicològic a les tropes defensives. No només per l'impacte del projectil a distància, sinó pel so que generaven. Perquè la balista semblés més impactant durant la batalla s'afegien adorns que la fessin més monumental, i fins i tot de vegades es creaven armes falses per atemorir més l'enemic.
Així, cercant precisament un efecte desmoralitzant, el general cartaginès Aníbal al comandament d'una flota al servei del rei Prúsies de Bitínia, el 184 aC, va utilitzar en una batalla naval unes ballestes per llançar gerres d'argila plenes de serps verinoses contra la flota del rei Èumenes II de Pèrgam, aliat de Roma.

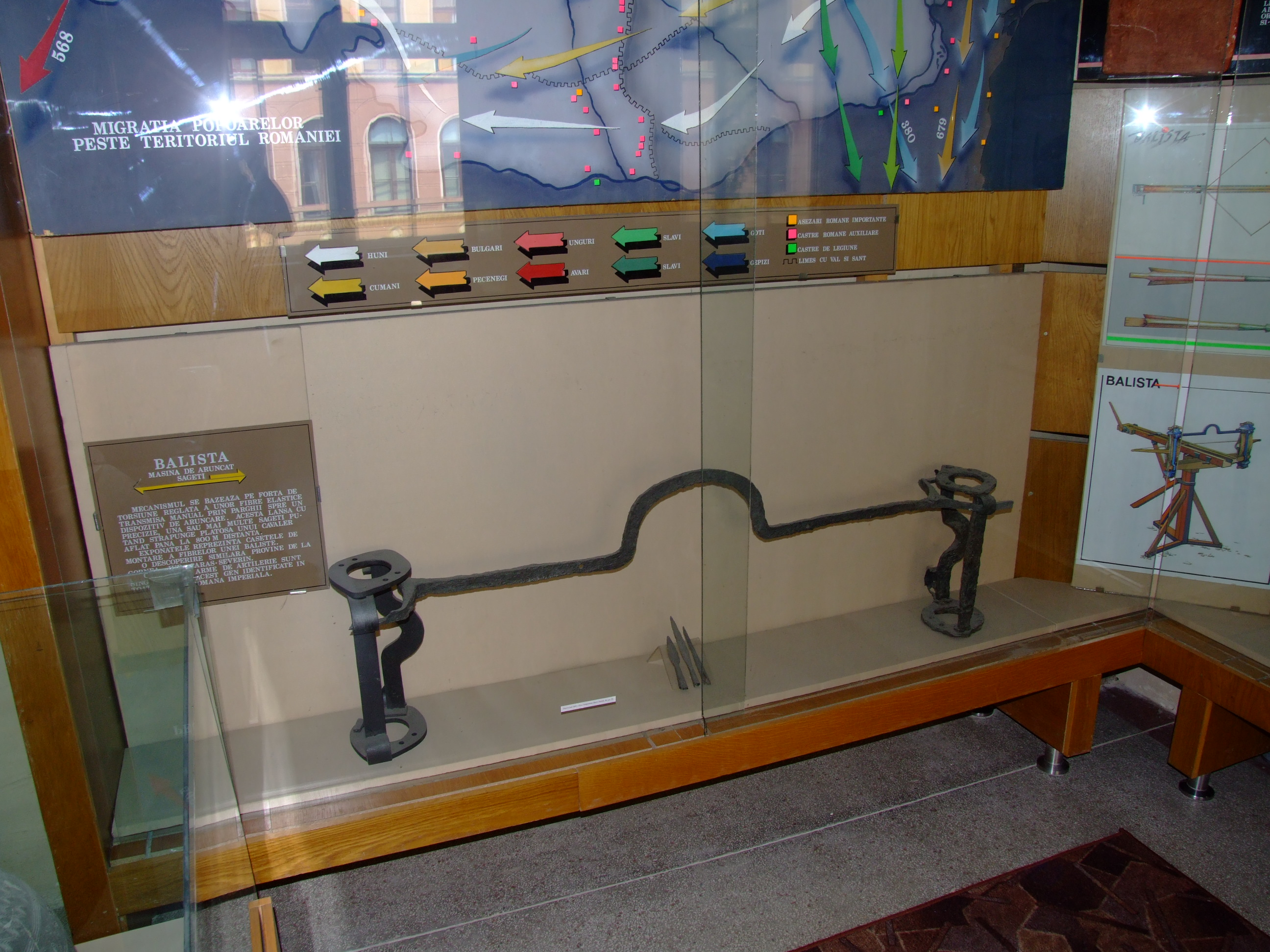
Restes d'una balista del segle IV exposades al Museu d'Història de Cluj, trobades a la fortalesa Derna castra, a la ciutat romana d'Orsova.

### Restes arqueològiques notables
- El vaixell romà de Mahdia. El 1907 es va descobrir a Tunis, prop de la ciutat de Mahdia, un vaixell romà a quatre quilòmetres de la costa i submergit a 40 metres. A l'interior es va trobar com a part d'un engranatge, una roda dentada de deu centímetres i amb dents al llarg de la meitat de la roda, dues rodes dentades més de menors dimensions i un modiolus: una roda de quinze centímetres de diàmetre amb perforacions a 30° del perímetre. Tot plegat formava part de mecanismes mecànics per a pujar i apuntar les balistes. Es creu que el vaixell transportava el botí del setge d'Atenes per part de Sul·la al 86 aC.[16]

- Ballista de Hatra. El 1972, a la ciutat de Hatra, l'Iraq, es van trobar diversos fragments d'una balista. Estaven situats en una de les portes de la ciutat fins que durant un setge es va enderrocar l'entrada, sepultant la màquina. Es van trobar peces com modiolus de bronze i argolles, restes de fusta o plaques de bronze de 2 mil·límetres que servien com a protecció davant del foc. Es calcula que la mida era de 240 cm d'amplada, 84 cm d'alçada i 45 cm de gruix.[15]